# Blackpink
Blackpink (pogosto stilizirano kot BLACKPINK ali BLɅϽKPIИK) so južnokorejska dekliška skupina, ki izvaja k-pop. Debitirale so leta 2016 s skladbo »Boombayah« in doslej izdale dva polna studijska albuma. Veljajo za najuspešnejšo južnokorejsko dekliško skupino.
Skupino je sestavila založba YG Entartainment skozi vrsto mednarodnih avdicij. Osredotočenost na mednarodni trg se je obrestovala: skupina Blackpink je postavila rekord med glasbenimi izvajalci v številu sledilcev na platformi YouTube (80 milijonov), njihov drugi album Born Pink pa se je ob izidu povzpel na prvo mesto ameriške lestvice Billboard 200.

## Diskografija
- The Album (2020)
- Born Pink (2022)